# Sydamerikanska köket

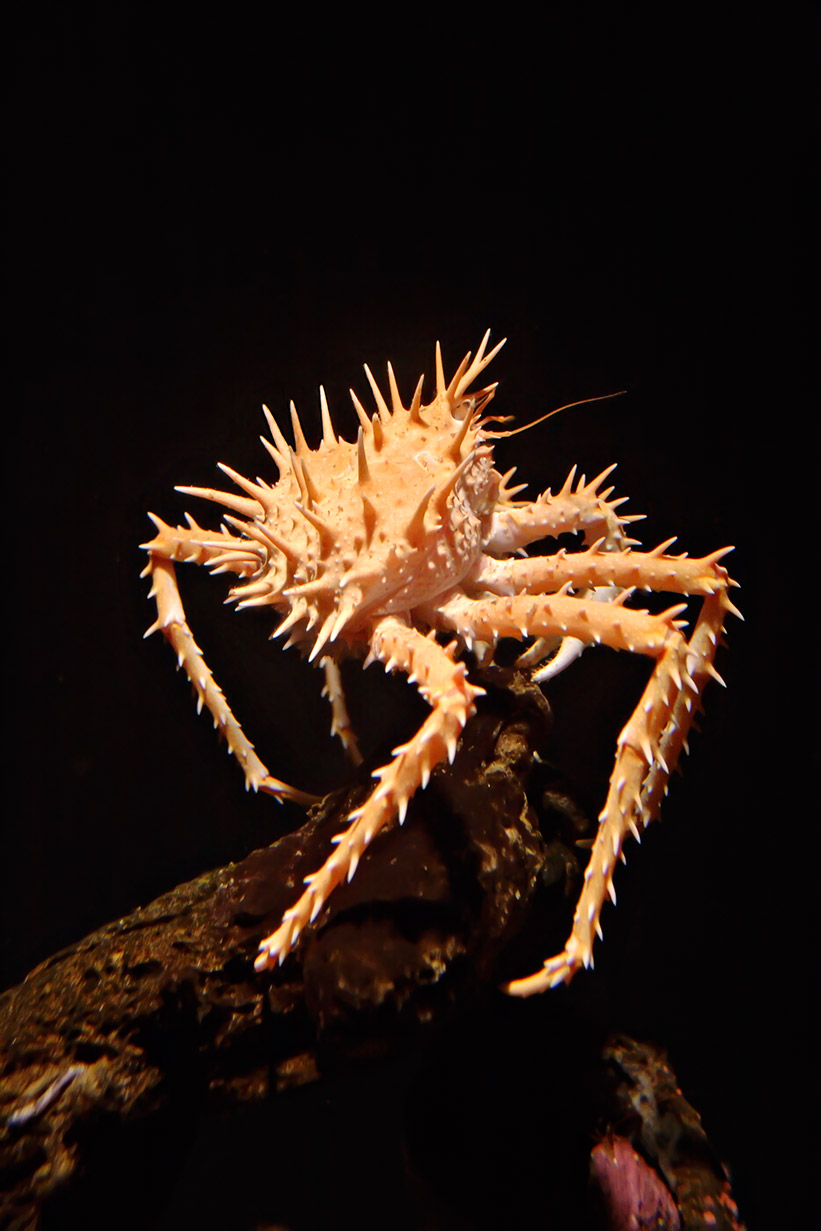
Paralithodes californiensis

Sydamerikanska köket består av alla matvanorna i de olika regionerna i Sydamerika. I områdena runt Amazonas är traditionerna mycket starka. Peru har starka influenser från inkariket. Potatis är därför en stapelvara, och även växter som quinoa. I Sydamerikas södra del, vid Stilla havet, är havsmat starkt dominerande. Slätter är vanliga i världsdelen, vilka producerar väldigt mycket mat. I Patagonien i södra delarna av Chile och Argentina föder många invånare upp lamm och hjortdjur. Krabbor, speciellt av arten Paralithodes californiensis, äts mycket i de södra delarna av världsdelen. Krillen har precis upptäckts och anses nu vara en fin maträtt. Tonfisk och tropiska fiskar fångas över hela världsdelen, särskilt på Påskön. Hummern har fångats i stora mängder sedan Juan Fernández. I Brasilien är nationalrätten, och en mycket viktig rätt, feijoadan.
Grillat kött är en viktig del av det sydamerikanska köket. Asado, empanadas, chimichurri, ceviche, tamales och majs är alla vanligt förekommande i världsdelen, och är numera även populära över hela världen.
Drycken Pisco Sour är också känd.